# Costo totale
Il costo totale (CT), in economia, è il costo economico totale di produzione di beni e servizi. Poiché il costo è misurato per unità di tempo, è una variabile di flusso.

## Descrizione
È costituito da un costo variabile, che varia in base alla quantità di un bene prodotto e include input come manodopera e materie prime, oltre al costo fisso, che è indipendente della quantità di un bene prodotto e include input che non possono essere variati a breve termine: come ad esempio edifici e macchinari, inclusi eventuali costi irrecuperabili. 
Il costo totale in economia, a differenza della contabilità analitica, include il costo opportunità (costo implicito) di ciascun fattore di produzione come parte dei suoi costi fissi o variabili.
Il tasso al quale il costo totale cambia come la quantità prodotta cambia è chiamato costo marginale, anche noto come costo variabile unitario marginale.

## Il calcolo
Se si assume che il costo variabile unitario sia costante, come nell'analisi del costo-volume-profitto sviluppata e utilizzata nella contabilità dei costi, allora il costo totale è lineare in volume, e dato dal costo totale = costo fisso + costo variabile unitario × quantità di variabile input usato.
Il costo totale di produzione di uno specifico livello di output è il costo di tutti i fattori di input utilizzati. Spesso gli economisti usano modelli con due input: capitale fisico, con quantità K; e lavoro, con quantità L. Si assume che il capitale sia l'input fisso, il che significa che la quantità di capitale utilizzata non varia con il livello di produzione nel breve periodo. Il prezzo di affitto per unità di capitale è indicato r. Quindi, il costo fisso totale è uguale a Kr. Il lavoro è l'input variabile, il che significa che la quantità di lavoro utilizzata varia con il livello di output. In effetti, nel breve periodo, l'unico modo per variare l'output è variando la quantità di input della variabile. L'utilizzo di manodopera è denotato L e il costo unitario, o il tasso di salario, è denotato w, quindi il costo variabile è Lw. Di conseguenza, il costo totale è il costo fisso (FC) più il costo variabile (VC) o TC = FC + VC = Kr + Lw. Nel lungo periodo, tuttavia, sia l'utilizzo del capitale che l'utilizzo della manodopera sono variabili.
Altri modelli economici hanno la curva del costo variabile totale (e quindi la curva del costo totale) illustrano i concetti di aumento, e successivamente diminuzione, di rendimenti marginali.

## La funzione nel "marketing"
Nel marketing, è necessario sapere come i costi totali si dividono tra variabile e fisso. "Questa distinzione è cruciale nella previsione dei guadagni generati dai vari cambiamenti nelle vendite unitarie e quindi l'impatto finanziario delle campagne di marketing proposte". In un sondaggio condotto da circa 200 senior manager di marketing, il 60% ha risposto di aver trovato molto utile la metrica "costi variabili e fissi".